# Dreletronic
Dreletronic je hrvatski hip-hop/rock sastav.

## Povijest sastava
Sastav je osnovao Davor Dretar Drele u ranim devedesetim godinama. U pjesmama parodiraju zagorski jezik i stil života često uključujući teme vezane za hranu (grah, zelje, slanina i sl.) i običaje (npr. svinjokolja) tog kraja Hrvatske. Drele je sam autor većine tekstova iako je u glazbenom dijelu imao pomoć izvana, poglavito Borivoja Vincetića, Davora Devčića, Boytronica i drugih.
Sastav je objavio dva albuma i jednu kompilaciju. Imali su nekoliko uspješnica poput "Čavel v glavi" (parodija na pjesmu "Bojna Čavoglave"), "Kolinje", "Bapska rit" i mnoge druge.

## Diskografija
- Se bum vas tužil (1992.)
- V tuđoj kuruzi (1994.)